# Tariq Ibnou Ziyad Initiative
 (août 2022).
La mise en forme du texte ne suit pas les recommandations de Wikipédia : il faut le « wikifier ».
Les points d'amélioration suivants sont les cas les plus fréquents :
- Les titres sont pré-formatés par le logiciel. Ils ne sont ni en capitales, ni en gras.
- Le texte ne doit pas être écrit en capitales (les noms de famille non plus), ni en gras, ni en italique, ni en « petit »…
- Le gras n'est utilisé que pour surligner le titre de l'article dans l'introduction, une seule fois.
- L'italique est rarement utilisé : mots en langue étrangère, titres d'œuvres, noms de bateaux, etc.
- Les citations ne sont pas en italique mais en corps de texte normal. Elles sont entourées par des guillemets français : « et ».
- Les listes à puces sont à éviter, des paragraphes rédigés étant largement préférés. Les tableaux sont à réserver à la présentation de données structurées (résultats, etc.).
- Les appels de note de bas de page (petits chiffres en exposant, introduits par l'outil «  Source ») sont à placer entre la fin de phrase et le point final[comme ça].
- Les liens internes (vers d'autres articles de Wikipédia) sont à choisir avec parcimonie. Créez des liens vers des articles approfondissant le sujet. Les termes génériques sans rapport avec le sujet sont à éviter, ainsi que les répétitions de liens vers un même terme.
- Les liens externes sont à placer uniquement dans une section « Liens externes », à la fin de l'article. Ces liens sont à choisir avec parcimonie suivant les règles définies. Si un lien sert de source à l'article, son insertion dans le texte est à faire par les notes de bas de page.
- La présentation des références doit suivre les conventions bibliographiques. Il est recommandé d'utiliser les modèles {{Ouvrage}}, {{Chapitre}}, {{Article}}, {{Lien web}} et/ou {{Bibliographie}}. Le mode d'édition visuel peut mettre en forme automatiquement les références.
- Insérer une infobox (cadre d'informations à droite) n'est pas obligatoire pour parachever la mise en page.

Pour une aide détaillée, merci de consulter Aide:Wikification.
Si vous pensez que ces points ont été résolus, vous pouvez retirer ce bandeau et améliorer la mise en forme d'un autre article.
 (août 2022).
Si vous disposez d'ouvrages ou d'articles de référence ou si vous connaissez des sites web de qualité traitant du thème abordé ici, merci de compléter l'article en donnant les références utiles à sa vérifiabilité et en les liant à la section « Notes et références ».
Tariq Ibnou Ziyad Initiative est une initiative marocaine patriote et indépendante, issue de la société civile, née d’un texte fondateur, le Manifeste de la Jeunesse Marocaine, signé par 67 fondateurs le 20 Août 2011, jour de la fête de la Révolution du Roi et du Peuple.

## Histoire
Tariq Ibnou Ziyad Initiative (TIZI) est une initiative citoyenne, patriote et non partisane, issue de la société civile et portée par les jeunes, qui a pour objet l'action politique et la promotion du leadership.
Née en 2011, au cœur du printemps arabe, l'association Tariq Ibnou Ziyad Initiative (TIZI) a pour objectif de former des jeunes leaders marocains et de dénicher les dirigeants de demain.
TIZI porte un projet d'espoir et de confiance en la jeunesse marocaine et se fixe comme objectif de faire réinvestir le champ politique par les jeunes en leur donnant les moyens de contribuer au développement, notamment grâce à une meilleure gouvernance et l'institutionnalisation de la pratique du leadership au Maroc.

## Origine de l'acronyme TIZI
Tariq Ibnou Ziyad est un personnage héroïque de l'histoire arabo-musulmane, né au Maghreb au VIIe siècle.
Stratège de l'armée Omeyyade d'origine berbère, il a été celui qui a mené l'expansion de l'islam au-delà des rives de la Méditerranée, créant ainsi les conditions de l'apogée musulmane.
TIZI signifie en berbère col (de montagne), soit le passage bas entre deux montagnes. A titre d’exemple Tizi n’test et le tizi n’Tichka sont les deux cols de l’Atlas qui permettent le passage de Marrakech à Ouarzazate.

## Objectifs stratégiques
- Contribuer à reconstruire le champ politique, en créant une initiative dynamique qui identifie et rassemble des jeunes marocaines et marocains talentueux pour avancer ensemble.
- Susciter des vocations politiques auprès de nos membres et notamment grâce à des outils d’apprentissage du leadership, un accompagnement par des mentors et notre fonction d’incubateur politique.
- Constituer un vivier de femmes et d’hommes compétents, en mesure de reconstruire une vision et de conduire le changement, et souhaitant s’engager dans l’action politique.

## Anciens présidents
- Abdellah NAFIL, PhD (2023-2024)
- Hamza Mahnine (2021-2023)
- Karim Tahri (2020-2021)[6]
- Asmae Hajji (2018-2020)[7]
- Ghassane Benchekroun (2017-2018)[8]
- Zakaria Garti (2015-2016)[9]
- Aimane Cherragui (2014-2015)
- Ayoub Mamdouh (2014-2014)[10]
- Zineb Cherkani Hassani (2011-2014)

## Publications
- "Demain le Maroc : 100 propositions pour booster les jeunes"[11]
- "125 mesures pour le Maroc post-Covid"[12]